# Ікафалеу
Ікафалеу (рум. Icafalău) — село у повіті Ковасна в Румунії. Входить до складу комуни Чернат.
Село розташоване на відстані 173 км на північ від Бухареста, 23 км на північний схід від Сфинту-Георге, 49 км на північний схід від Брашова.

## Населення
За даними перепису населення 2002 року у селі проживали 272 особи, усі — угорці. Усі жителі села рідною мовою назвали угорську.